# بوسی-لس-سرنی
بوسی-لس-سرنی (به فرانسوی: Bucy-lès-Cerny) یک کمون در فرانسه است که در ان (ا-دو-فرانس) واقع شده‌است. بوسی-لس-سرنی ۸٫۷۴ کیلومتر مربع مساحت دارد ۱۳۳ متر بالاتر از سطح دریا واقع شده‌است.